# Гертнер, Эдуард
Иоганн Филипп Эдуард Гертнер, также Гартнер (нем. Johann Philipp Eduard Gärtner; 2 июля 1801, Берлин — 22 февраля 1877, Флекен Цехлин, провинция Бранденбург) — немецкий живописец периода бидермайера. Его произведения — городские ведуты — ценили за точность и в то же время живописность, что было важно во второй четверти XIX века, незадолго до наступления эпохи фотографии. Гертнер запечатлел в своих картинах виды старого Берлина, а во время путешествий в Россию в 1837 и 1838 годах виды Санкт-Петербурга и Москвы.

## Юность и обучение
Эдуард Гертнер родился в 1801 году в Берлине. В 1806 году он переехал с матерью, мастерицей «золо́тного шитья», в Кассель. Там он в десятилетнем возрасте получил первые навыки рисунка. В 1813 году семья вернулась в Берлин. Через год Гертнер поступил на шестилетнее обучение на Королевскую фарфоровую мануфактуру. Хотя многие художники начинали свою карьеру подобным образом, Гертнер посчитал, что обучение было недостаточным, и дополнительно брал уроки в классе рисования Берлинской академии искусств:

 Кроме поверхностных знаний о перспективе, всё что я делал на мануфактуре было скорее препятствием, чем пользой для меня, так как я там занимался исключительно вырисовыванием кругов, окаймовок и огранок
После обучения на мануфактуре Гертнер стал мастером по росписи фарфора. В 1821 году он поступил учеником в ателье художника Королевских дворцовых театров Карла Вильгельма Гропиуса, у которого он проработал до 1825 года. За работой над сценическими декорациями, отчасти по эскизам знаменитого архитектора Карла Фридриха Шинкеля, он продолжил своё обучение изображению архитектуры, которое стало его основным пристрастием. В эти годы он уже участвовал на выставках в Берлинской академии искусств, стал получать заказы и смог продать первую картину королю Фридриху Вильгельму III.
Улучшение финансового положения дало ему возможность уехать на три года в Париж. Это было не последнее путешествие, но самое важное для его развития как художника. Возможно, он многому научился у английских акварелистов, например Джона Констебла. Картины Гертнера стали более отточенными, он научился пользоваться светом и воздушной перспективой. Гертнер также извлёк выгоду из своего обучения на фарфоровой мануфактуре: точности и яркой привлекательности изображения. Тогда же он окончательно решил, что его основной темой будут ведуты (городские пейзажи). Образцами для подражания стали для него выдающиеся венецианские ведутисты: Каналетто, Бернардо Беллотто и Франческо Гварди.

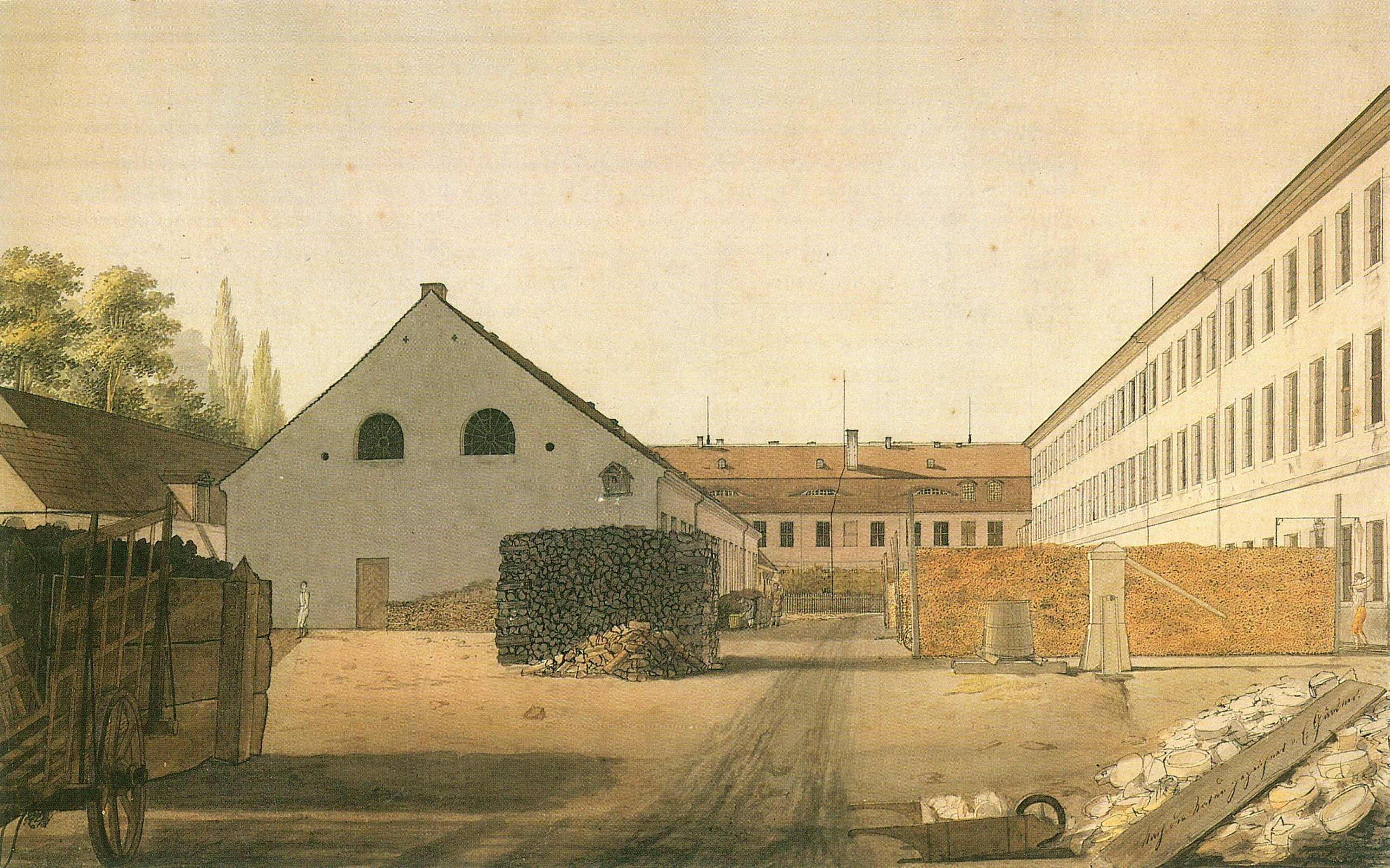
Двор Королевской фарфоровой мануфактуры в Берлине. Бумага, акварель
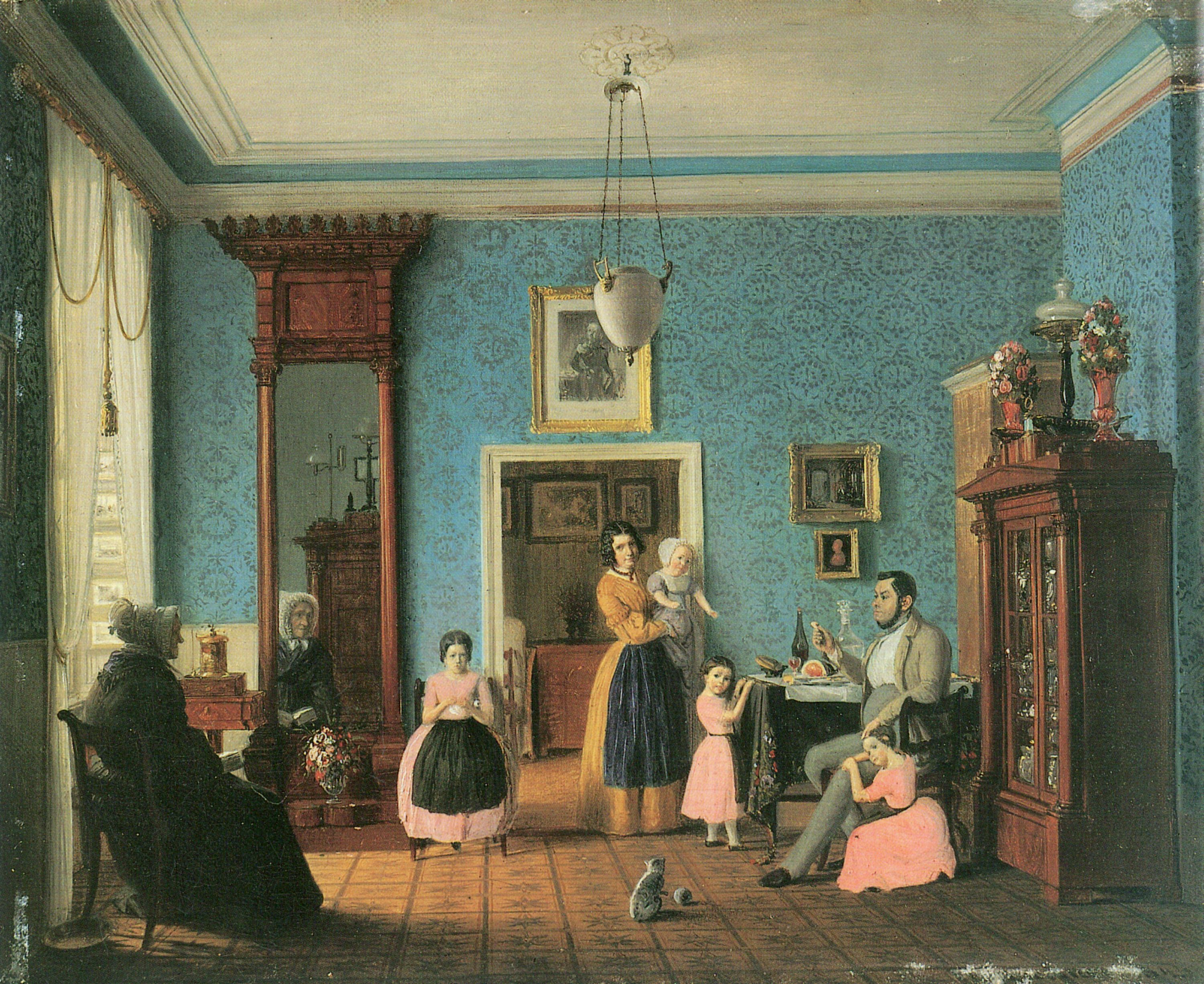
Комната в квартире слесаря Хаусшильда в Берлине, Штралауер штрассе 49. 1843. Бумага, акварель
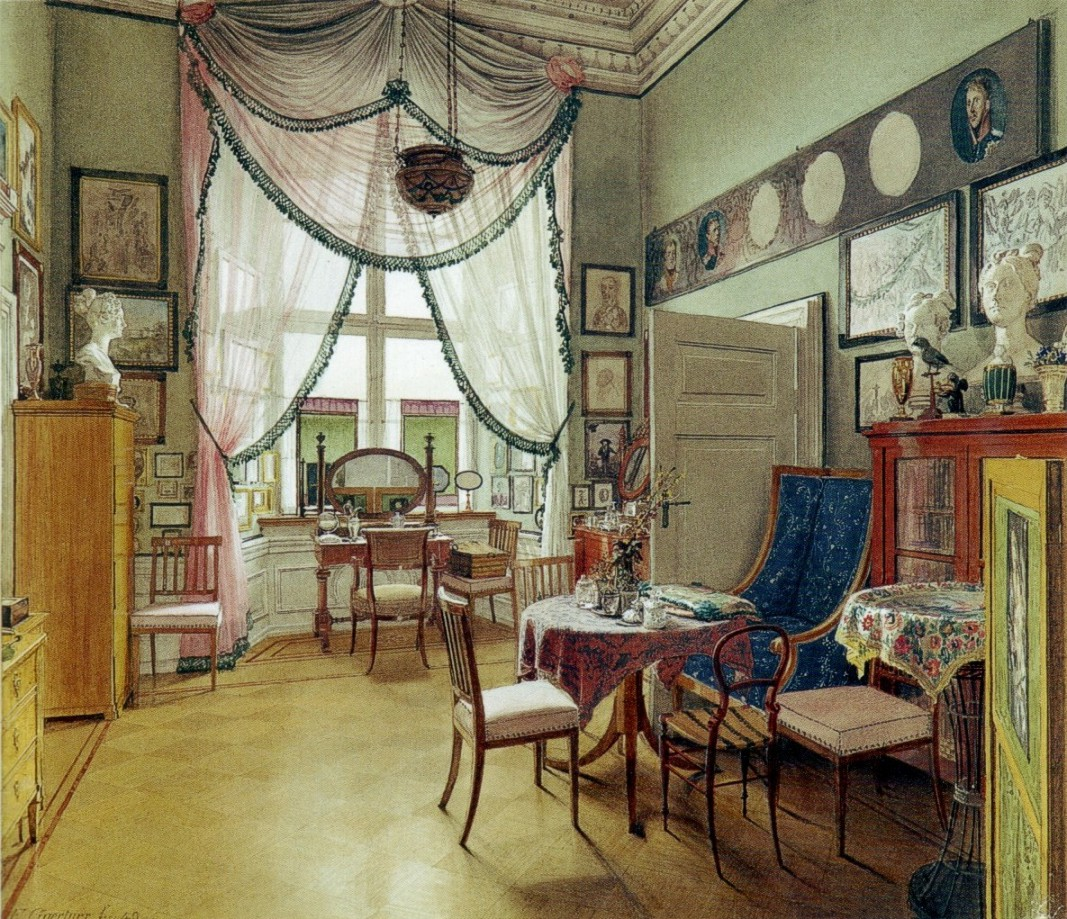
Комната. 1849
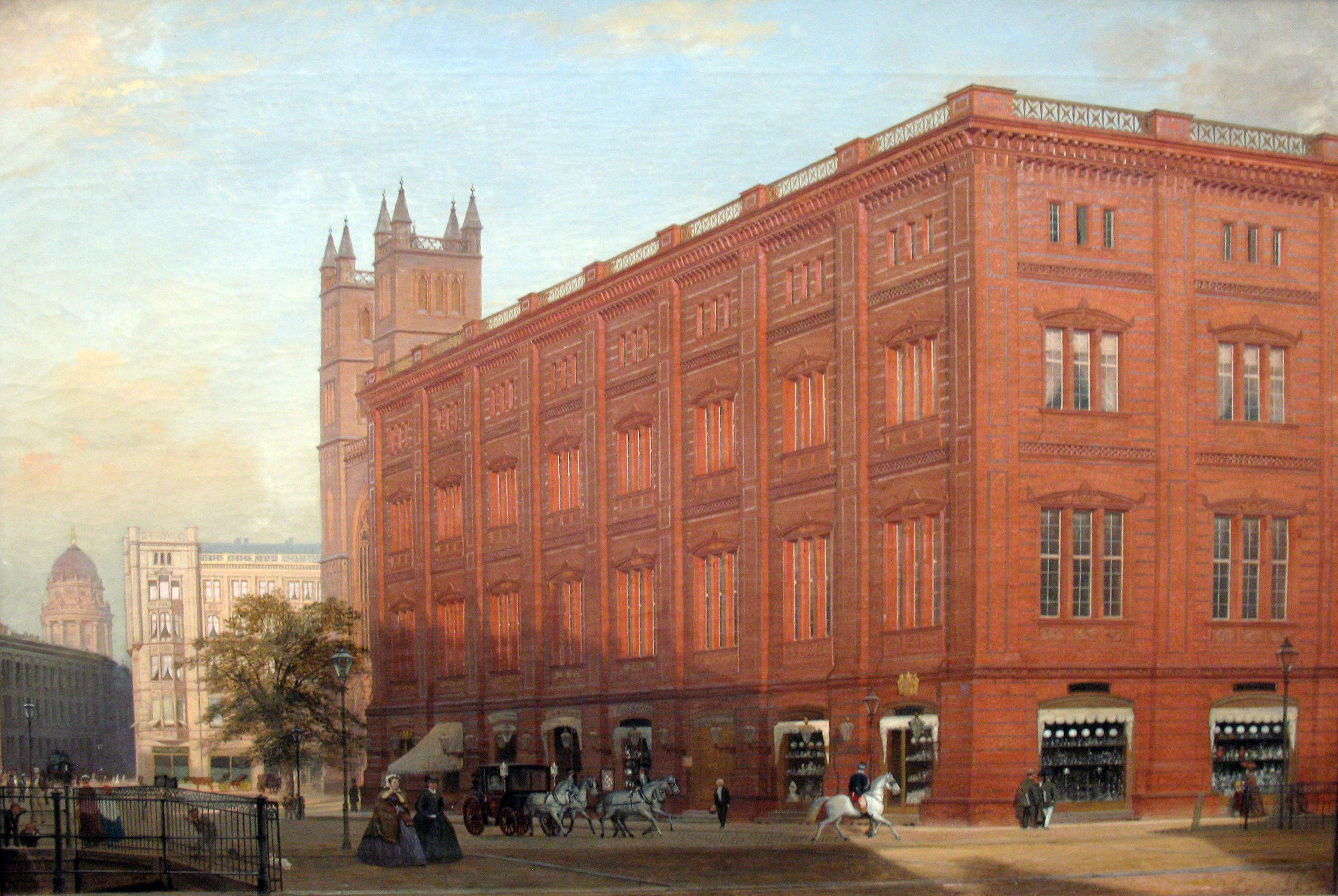
Здание  Строительной академии в Берлине. 1868. Холст, масло. Старая национальная галерея, Берлин
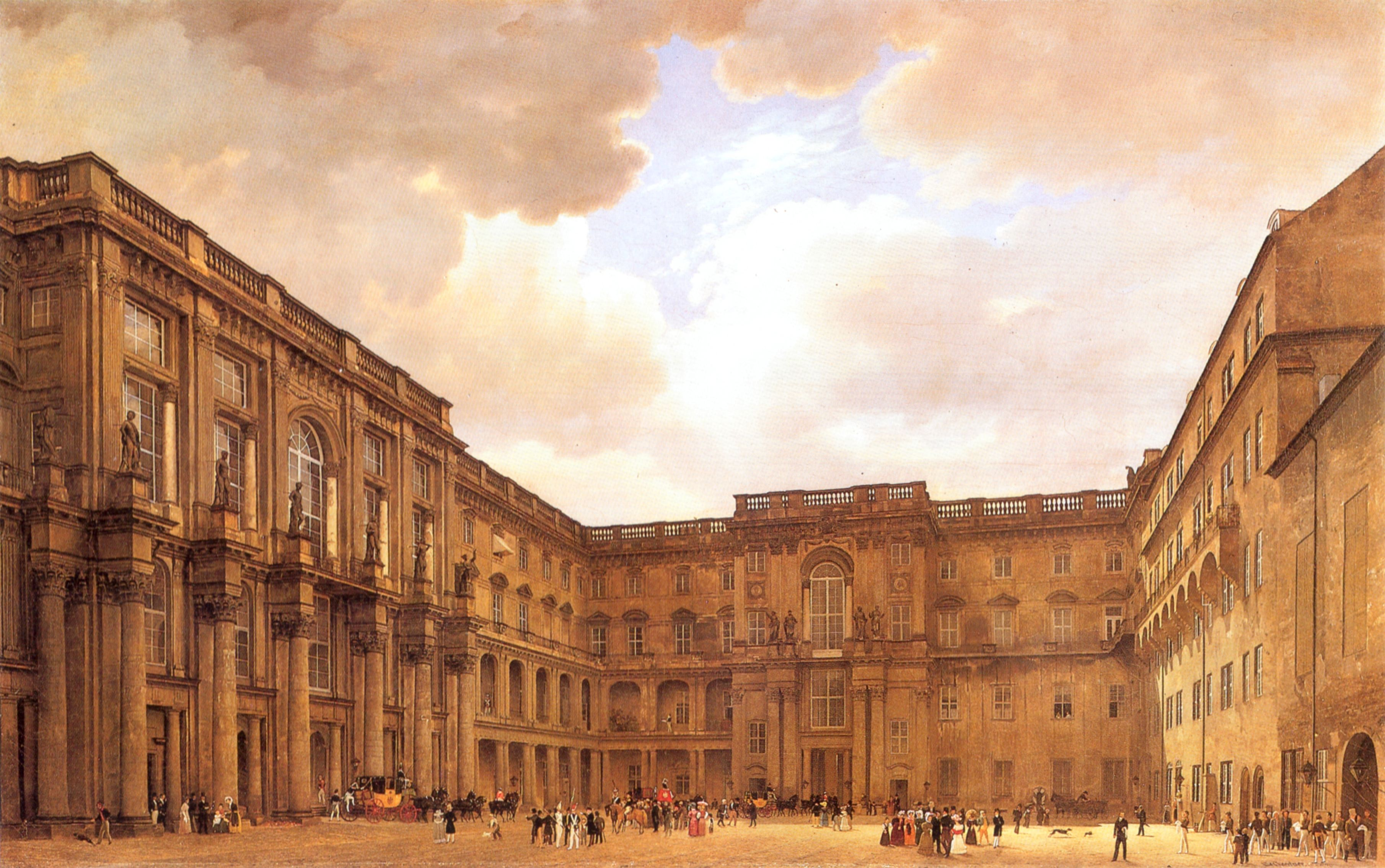
Двор Шлютера в Берлинском дворце. 1830. Холст, масло. Фонд прусских дворцов и садов Берлина-Бранденбурга, Потсдам
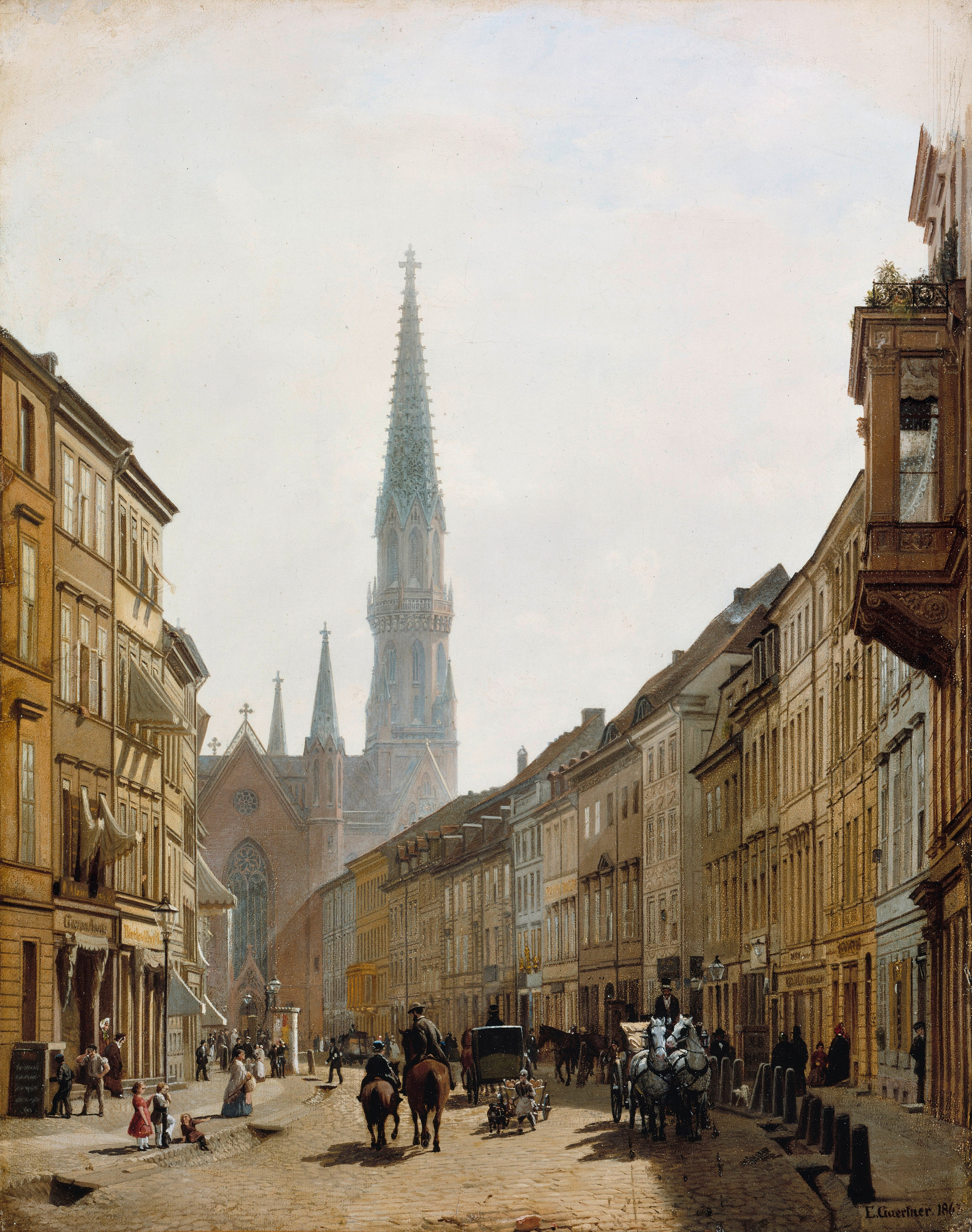
Брюдерштрассе. 1863. Холст, масло. Старая национальная галерея, Берлин
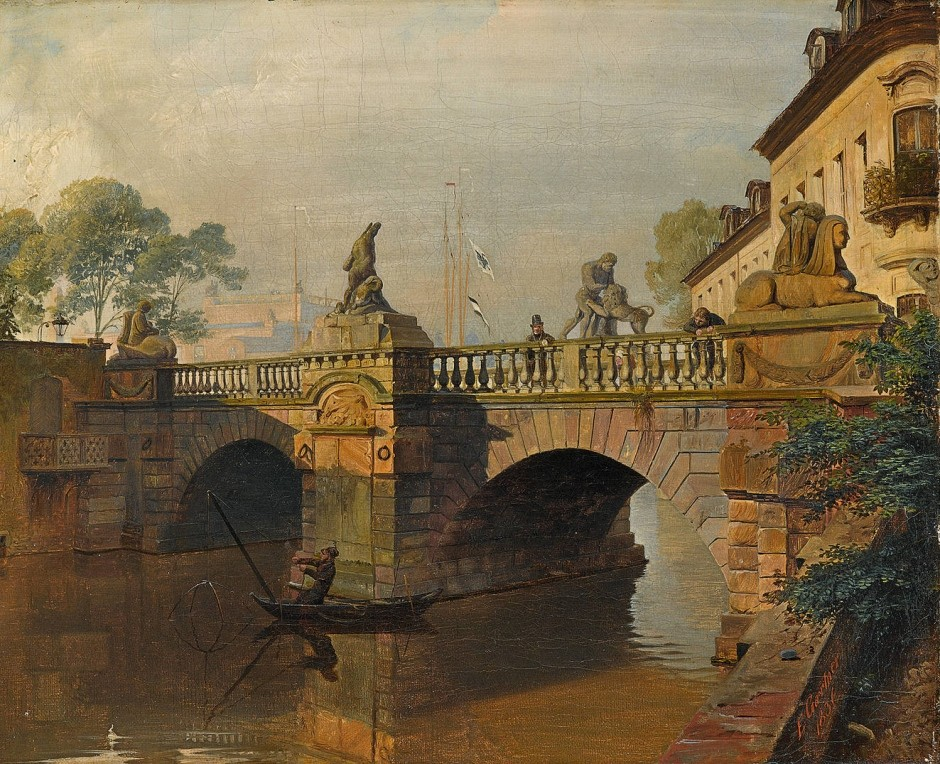
Королевский канал. 1836. Холст, масло. Частное собрание
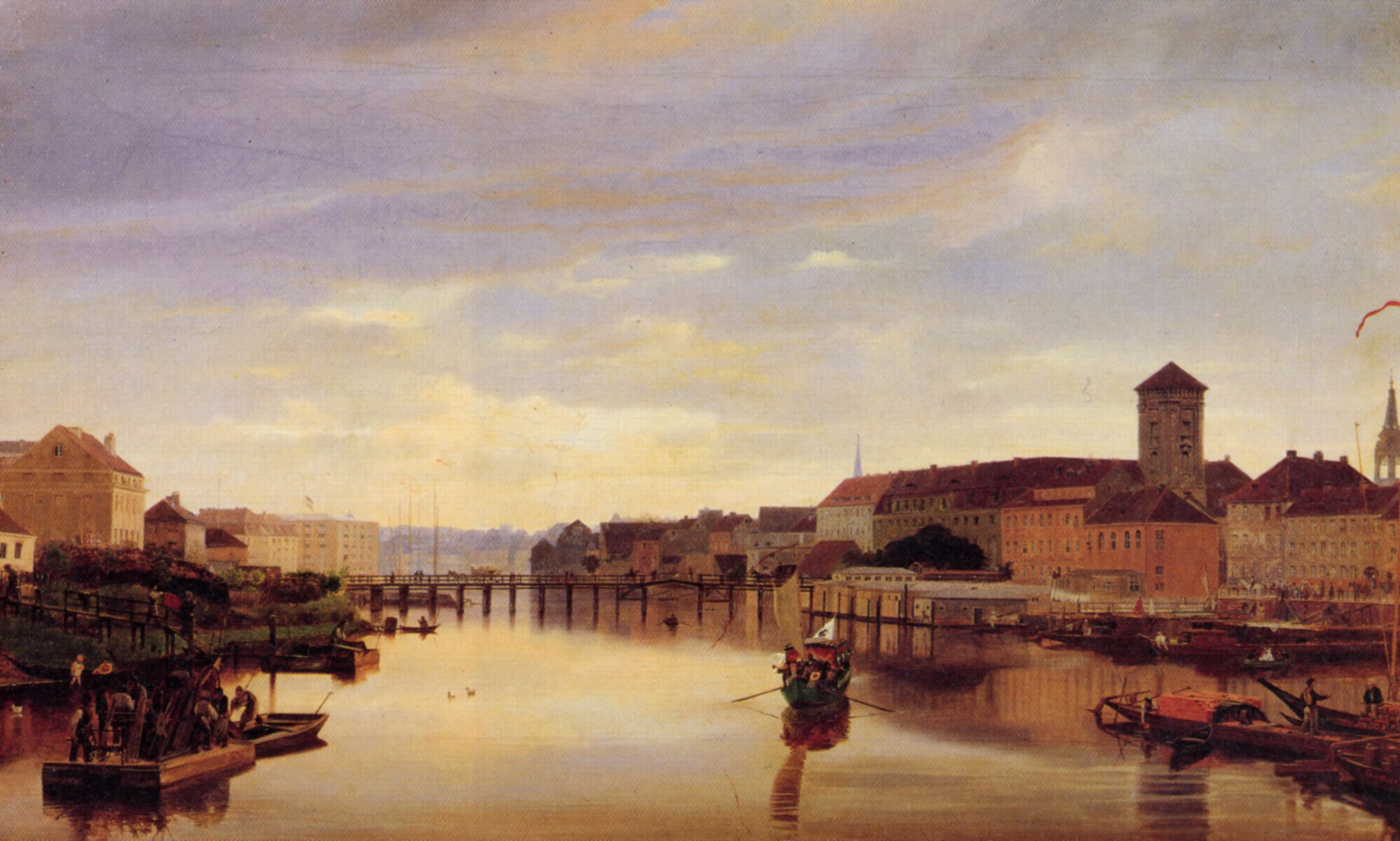
Вид вниз по Шпрее с Янновицбрюке. 1836. Холст, масло. Частное собрание

## Признание
После возвращения из Парижа в 1828 году Гертнер поселился в Берлине и начал работать как свободный художник. В следующем году он женился на 21-летней Генриетте Карель, у них было двенадцать детей, восемь из которых достигли совершеннолетия. В последующие годы им были созданы многочисленные виды нового Берлина, который в это время преображался трудами архитектора Шинкеля. Одновременно для королевских заказчиков Гертнер писал виды дворцовых резиденций: дворец Бельвю, дворец Шарлоттенбург, Глинике и Потсдам. Картины хорошо продавались.
Он стал членом Берлинской ассоциации художников (Berlinischen Künstler-Verein), основанной в 1814 году, что дало ему доступ к собраниям художественной элиты города. Гертнер поддерживал контакты, в частности, с Карлом Фридрихом Шинкелем, Францем Крюгером, Кристианом Даниэлем Раухом, Карлом Эдуардом Бирманном, Готфридом Шадовым и Иоганном Генрихом Хинтце. В рамках этого кружка он принял участие в многочисленных приглашениях и экскурсиях по Берлину, что отражало общий дух и эстетические установки немецкого бидермайера.
В 1833 году Гертнер стал действительным членом Берлинской академии искусств как «живописец перспективных видов».

## Панорама Берлина
Панорама Берлина считается самым большим достижением Эдуарда Гертнера. В ней он использовал распространённый в XIX веке способ развлечения и поучения публики. Панорамы высотой до 14 метров и окружностью до 120 метров примерно с 1790 года показывали в больших городах Европы. Кроме того, существовали небольшие панорамы, на которые смотрели через увеличительные линзы. Гертнер выбрал свою форму панорамы, потому что не был уверен, найдёт ли большая круговая панорама достаточно богатого покупателя, и надеялся, что король приобретёт его произведение. Круговую панораму он разделил на два триптиха, боковые створки которых были расположены под углом в 45° к средней части. Таким образом создавалась убедительная перспектива. Преимущество отдельных панелей заключалось в возможности продавать их различным заинтересованным лицам и размещать в жилых помещениях по отдельности.
Незадолго до этого архитектор Карл Фридрих Шинкель закончил постройку церкви в Фридрихсвердере. Её плоская кровля стала излюбленным местом для прогулок горожан — с крыши можно было обозревать все самые интересные строения города. Гертнер сделал подготовительные рисунки на холстах, на которые нанёс подмалёвок. Затем он перенёс подрамники на крышу церкви. Там он устроил «хижину», которая должна была защитить его от ветра и непогоды. Гертнер работал над панорамой на крыше церкви около трёх месяцев. Он завершил свою работу в мастерской в конце 1834 года. Первые три панно приобрёл король Фридрих Вильгельм III. Готовая панорама нашла свое место в берлинском дворце Шарлоттенбург в 1836 году.
Гертнер сумел изобразить во всей точности ландшафт Берлина и одновременно показать на картинах несколько живых бытовых сцен. Свет дневного летнего солнца определяет тёплый колорит живописи, а косые тени подчёркивают пространство. Картины населены множеством фигур: мужчины, женщины, дети, животные в различных повседневных ситуациях. Местоположение художника определено на переднем плане. Гертнер рисует себя, свою жену и двух своих детей. На панораме также показаны знаменитые современники: Шинкель, Бейт, Александр фон Гумбольдт. На северных панелях на переднем плане показано, как естествоиспытатель Александр фон Гумбольдт объясняет вид Форума Фридерицианум паре на цинковой крыше и указывает на телескоп.
Панорама сделала художника знаменитым и принесла ему в последующем большое количество заказов. В 1830-х годах Гертнер был на пике своего успеха. Он изобразил Берлин времени бидермайера как идиллический город, сравнительно мало затронутый индустриализацией. Во многих местах площади и улицы ещё имели вид небольшого городка. Среди этой панорамы высились недавно построенные здания Шинкеля. Наряду с Квальо, ДоменикоДоменико Квальо Гертнер стал самым значительным художником городских видов того времени.

## Панорама Берлина с крыши Фридрихсвердерской церкви. 1834. Холст, масло

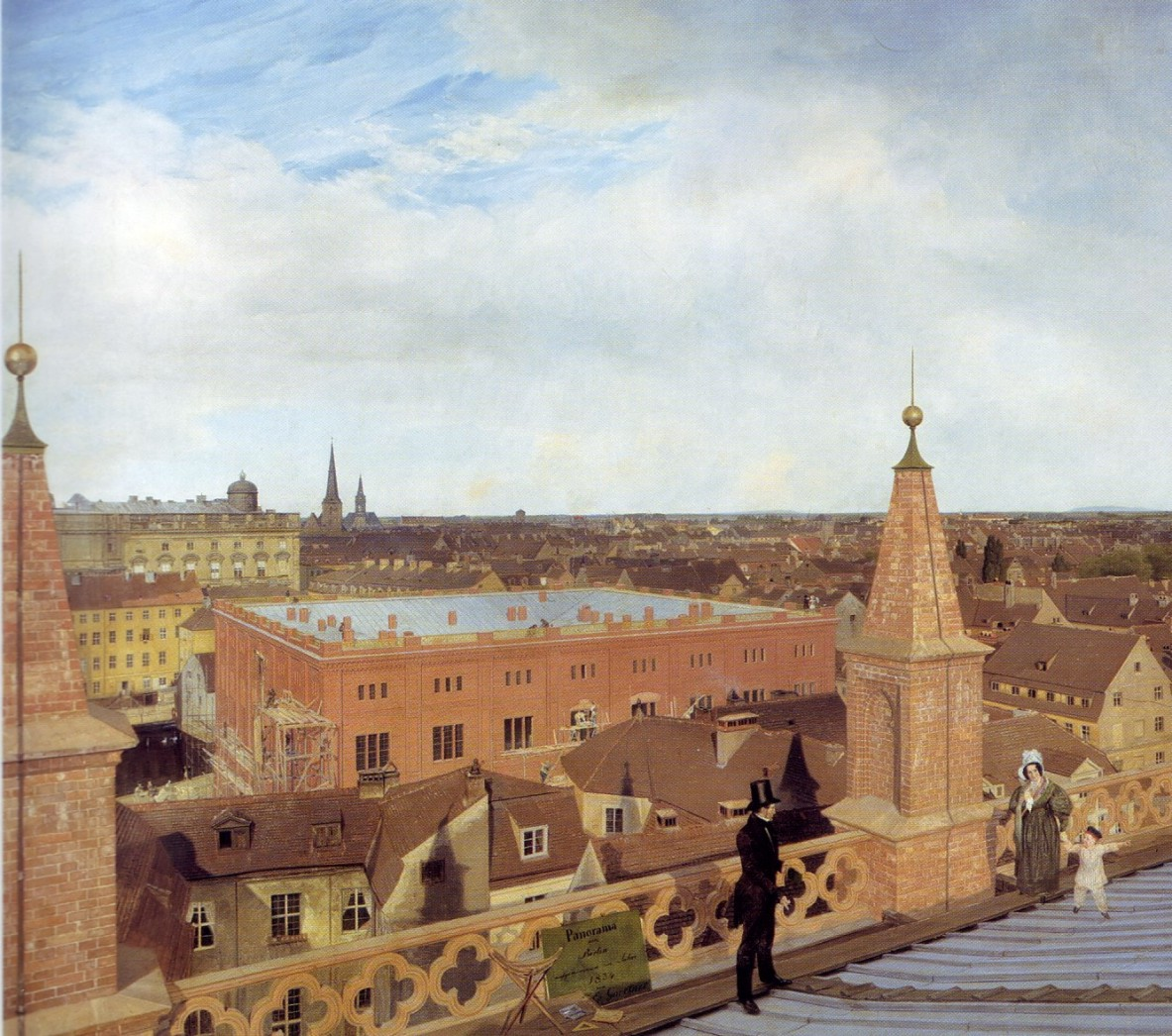
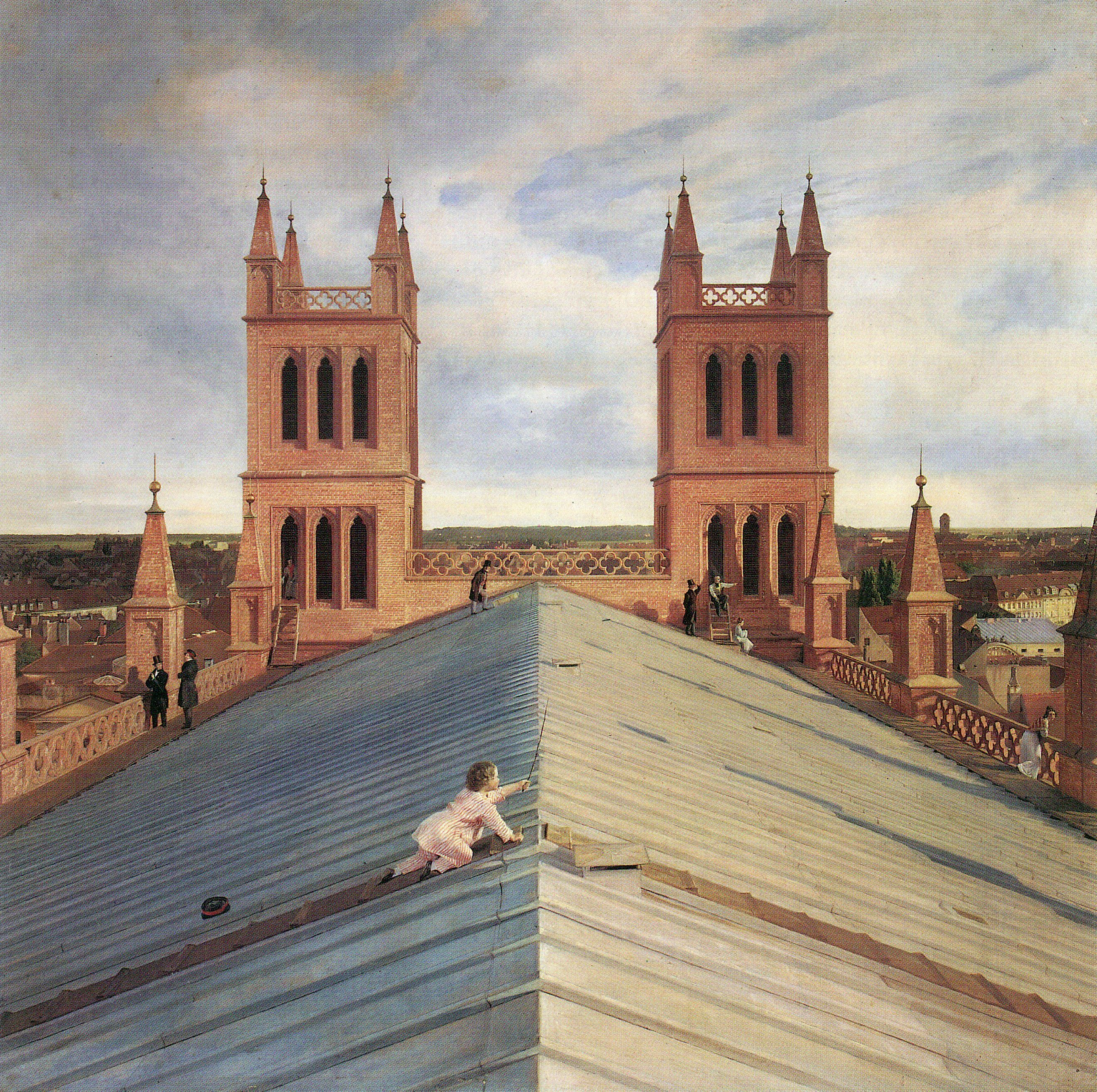
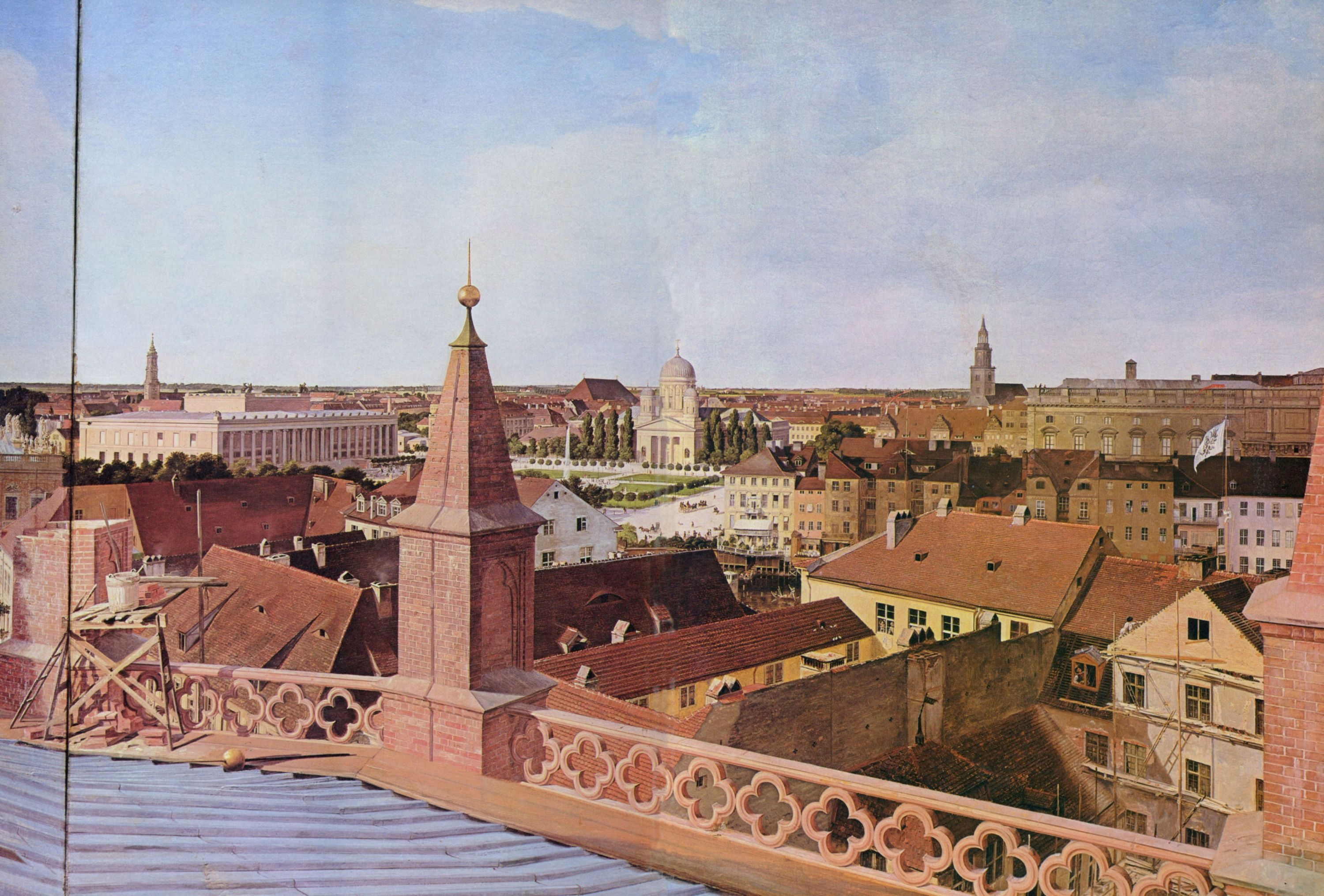
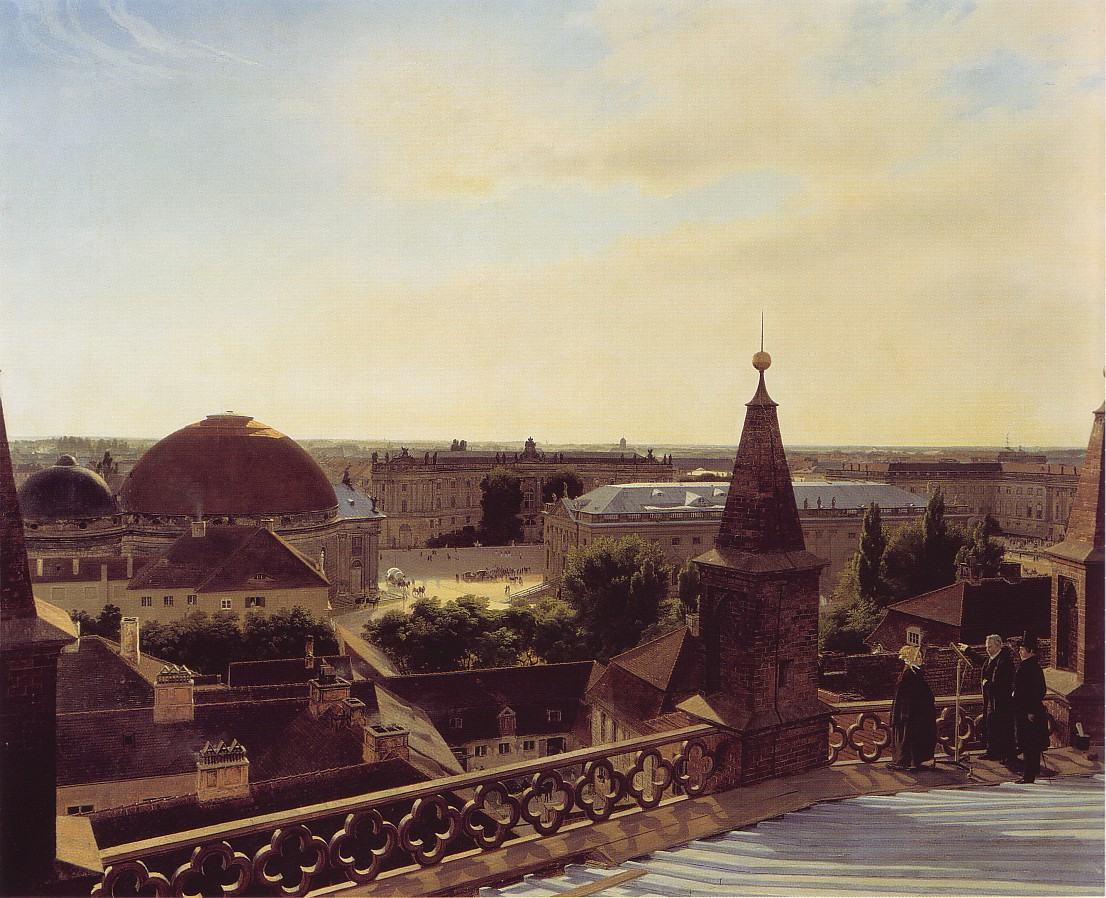

## Панорама Москвы
После успеха берлинской панорамы Гертнер попытался установить контакты с российским Императорским домом. Он намеревался использовать семейные связи, поскольку императрица Александра Фёдоровна, супруга Николая I была дочерью прусского короля Фридриха Вильгельма III. Художник надеялся продать ей вторую версию «Берлинской панорамы». Эта идея стала поводом для поездок в Санкт-Петербург и Москву в 1837—1839 годах.
Гертнер поехал в Россию без приглашения императора Николая I и его семьи. Будет ли царь покупать у него его работы, оставалось неясным. Тем не менее, Гертнер пошёл на риск, поскольку его учитель Карл Гропиус и друг художника Франц Крюгер уже много лет вели успешные дела в России.
В 1837 году Гертнер отправился в Санкт-Петербург и смог продать свою панорамную копию. Царь сделал подарок жене. Впечатления от поездки в Россию Гертнер запечатлел в пейзажах, которые по большей части были утеряны, что побудило художника остаться в Москве и Санкт-Петербурге в 1838 и 1839 годах.
Тогда же он создал панораму Московского Кремля, состоящую их трёх картин. Ныне Панорама Московского кремля развёрнута в одном из залов Нового павильона (Павильона Шинкеля) парка берлинского дворца Шарлоттенбург.

## Панорама Москвы. 1838—1839. Холст, масло. Шарлоттенбург. Новый павильон, Берлин

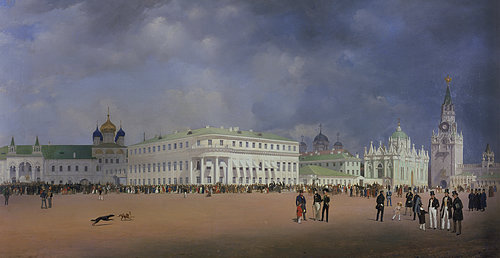
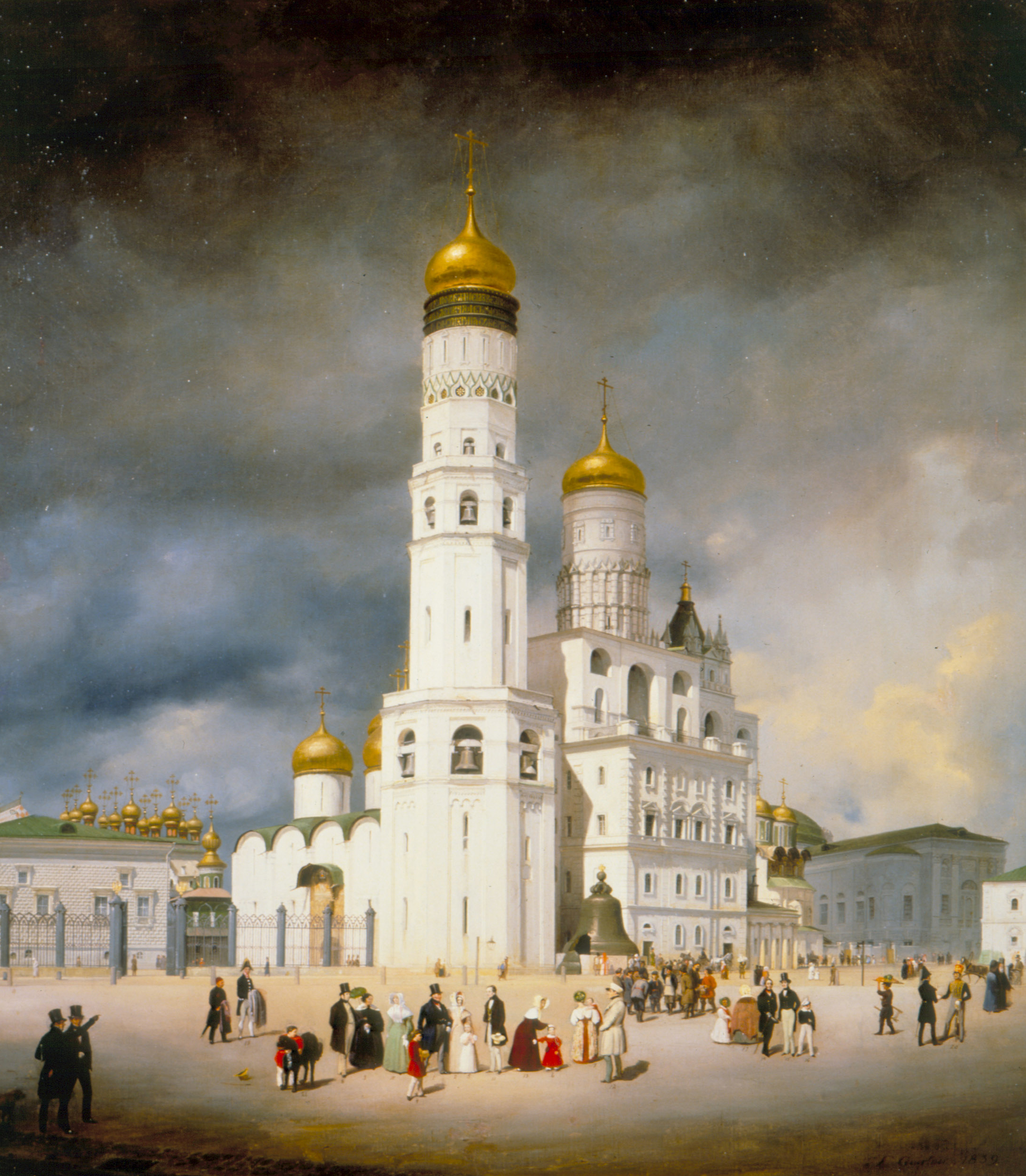
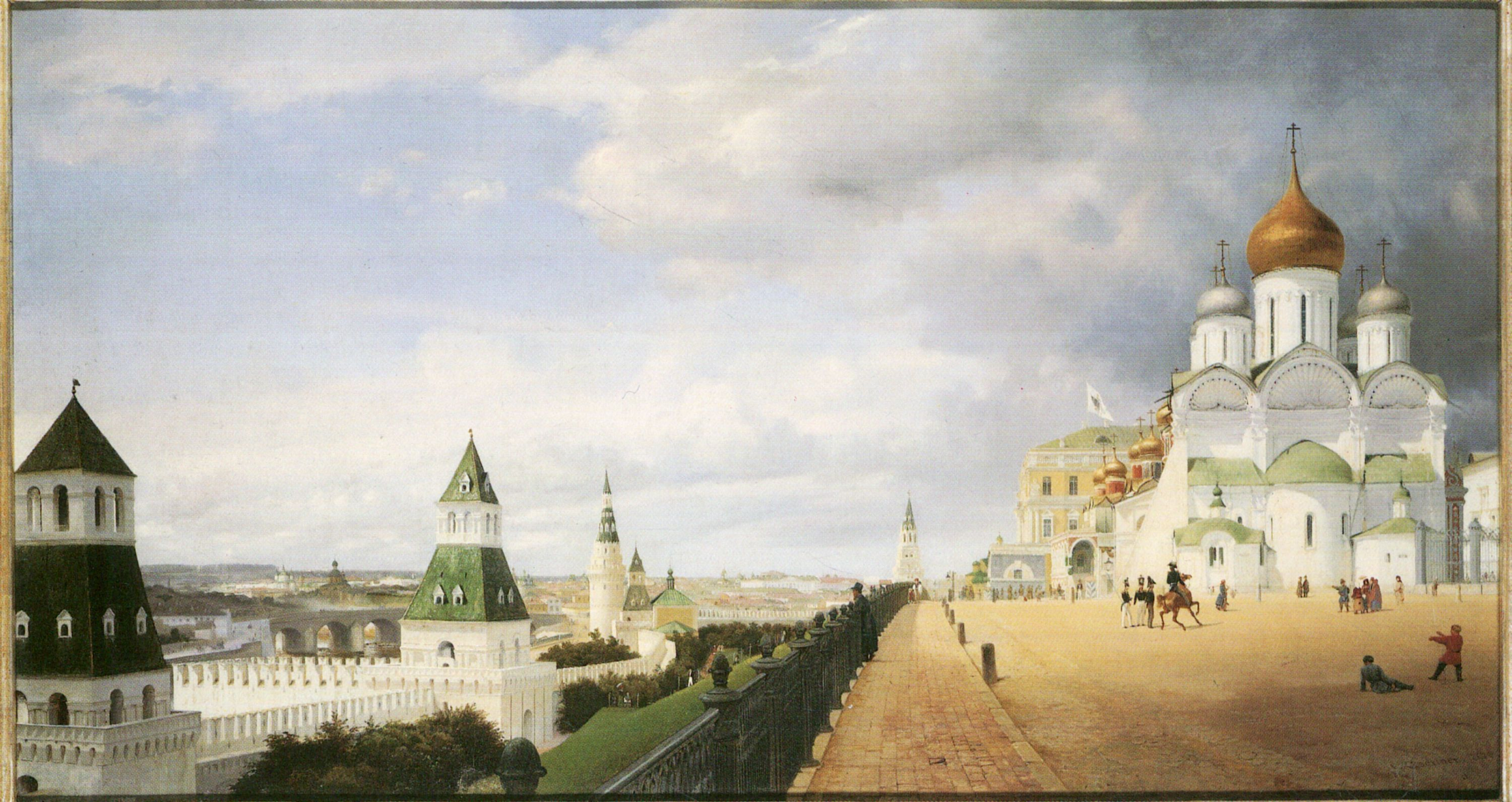

## Кризис и новое направление творчества
В 1840 году умер король Фридрих Вильгельм III, покровитель художника, который приобрёл у него двадцать одну картину. Его сын Фридрих Вильгельм IV изменил культурную политику. Его вкусу отвечали древнегреческое и итальянское искусство. Кроме того, ему нравилась немецкая романтическая живопись, ориентированная на национальное средневековье. Он также купил некоторые картины Гертнера, но скоро стало ясно, что художник потерял покровительство королевского двора и он стал испытывать финансовые затруднения.
Именно в это время Гертнер познакомился с активистами движения защиты архитектурного наследия. Для защиты и реставрации старых прусских памятников архитектуры была запланирована каталогизация этих строений, которая требовала изобразительного материала. С этой целью во время долгих поездок по провинциальным городам Пруссии Гертнер создал серию акварельных видов, которые он намеревался продать по возвращении в Берлин. Таким образом, он смог привлечь некоторых покупателей из среднего класса, но они не стали заменой королевскому покровительству. Гертнер стал отходить от изображений архитектуры, создавая романтические пейзажи с изображениями крутых скал, древних руин и сумрачных дубовых рощ, но так и не восстановил своё прежнее положение.

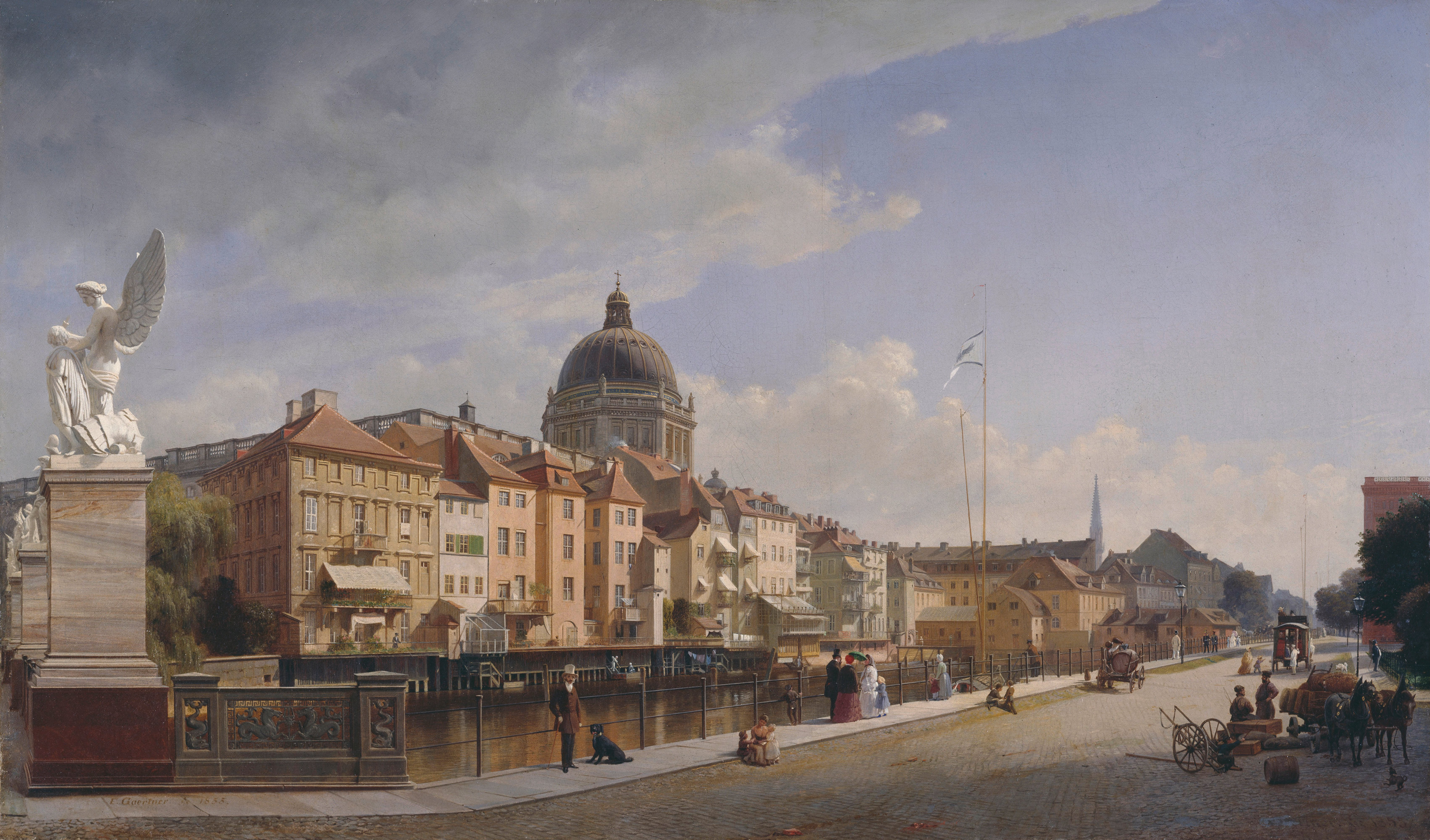
Вид на дома в районе Шлоссфрайхайт. 1855. Холст, масло. Старая национальная галерея, Берлин
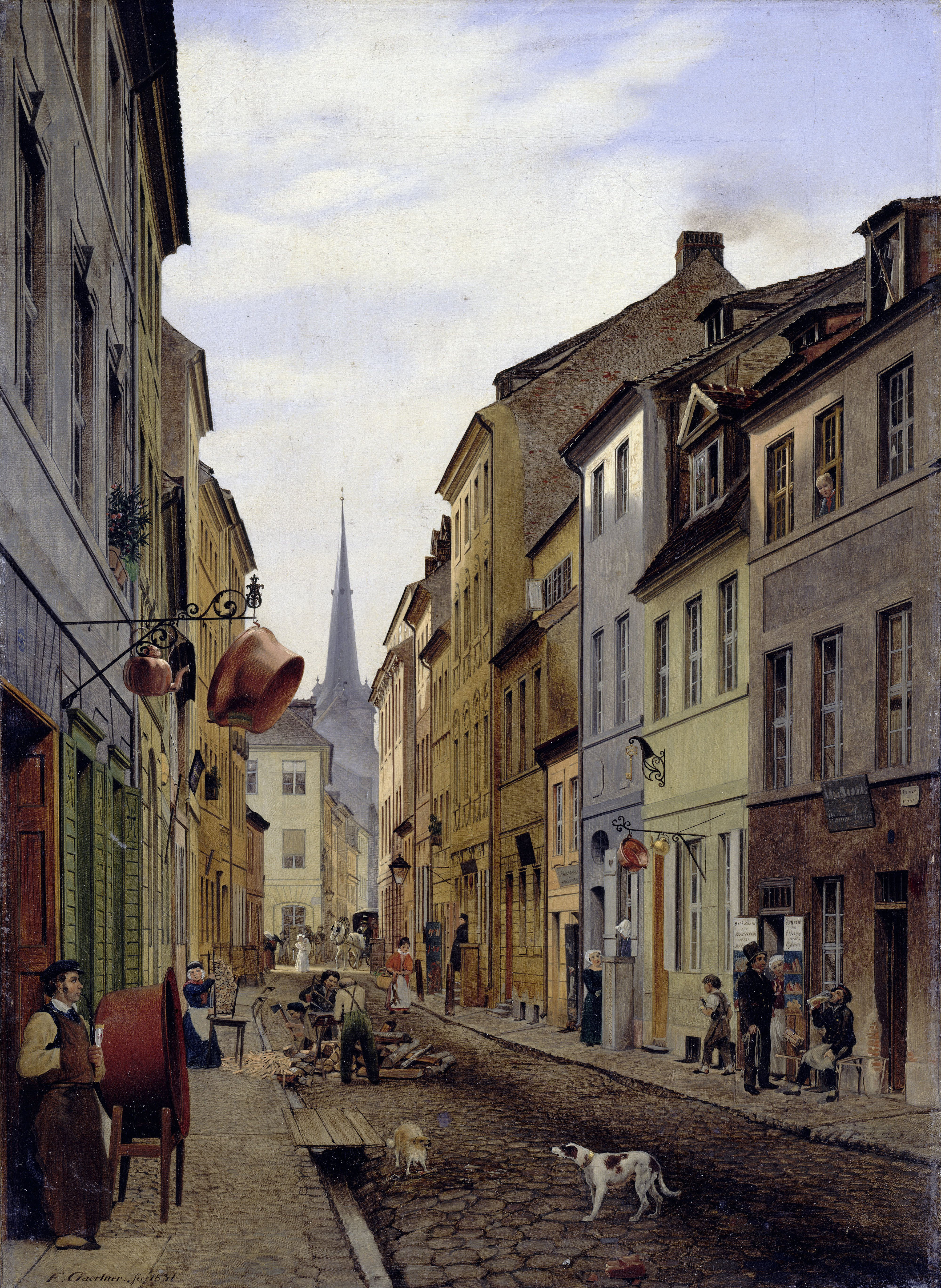
Парохиальштрассе в Берлине. 1831. Холст, масло. Старая национальная галерея, Берлин
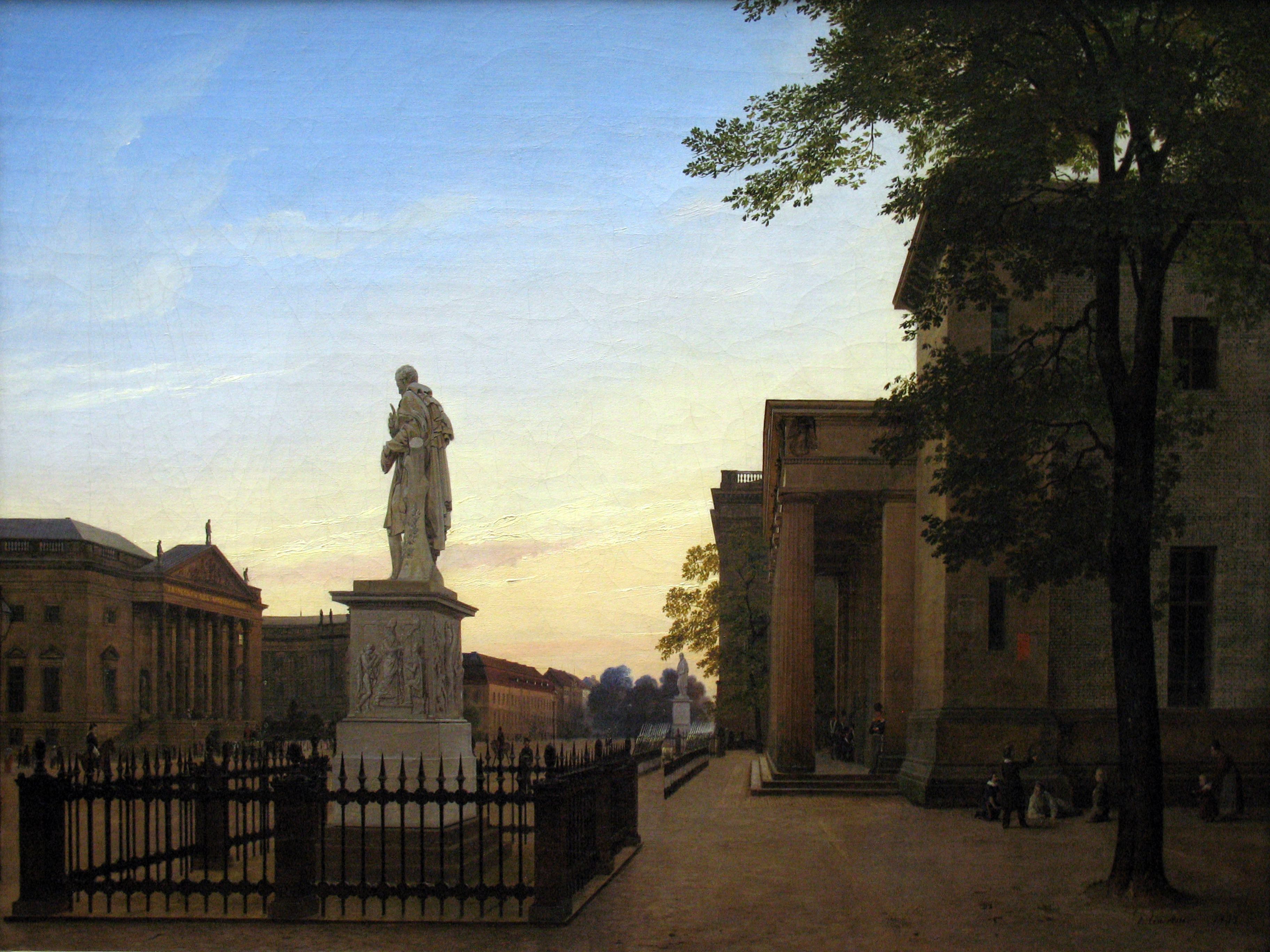
Новая Караульня на Унтер-ден-Линден в Берлине. 1833. Холст, масло. Старая национальная галерея, Берлин
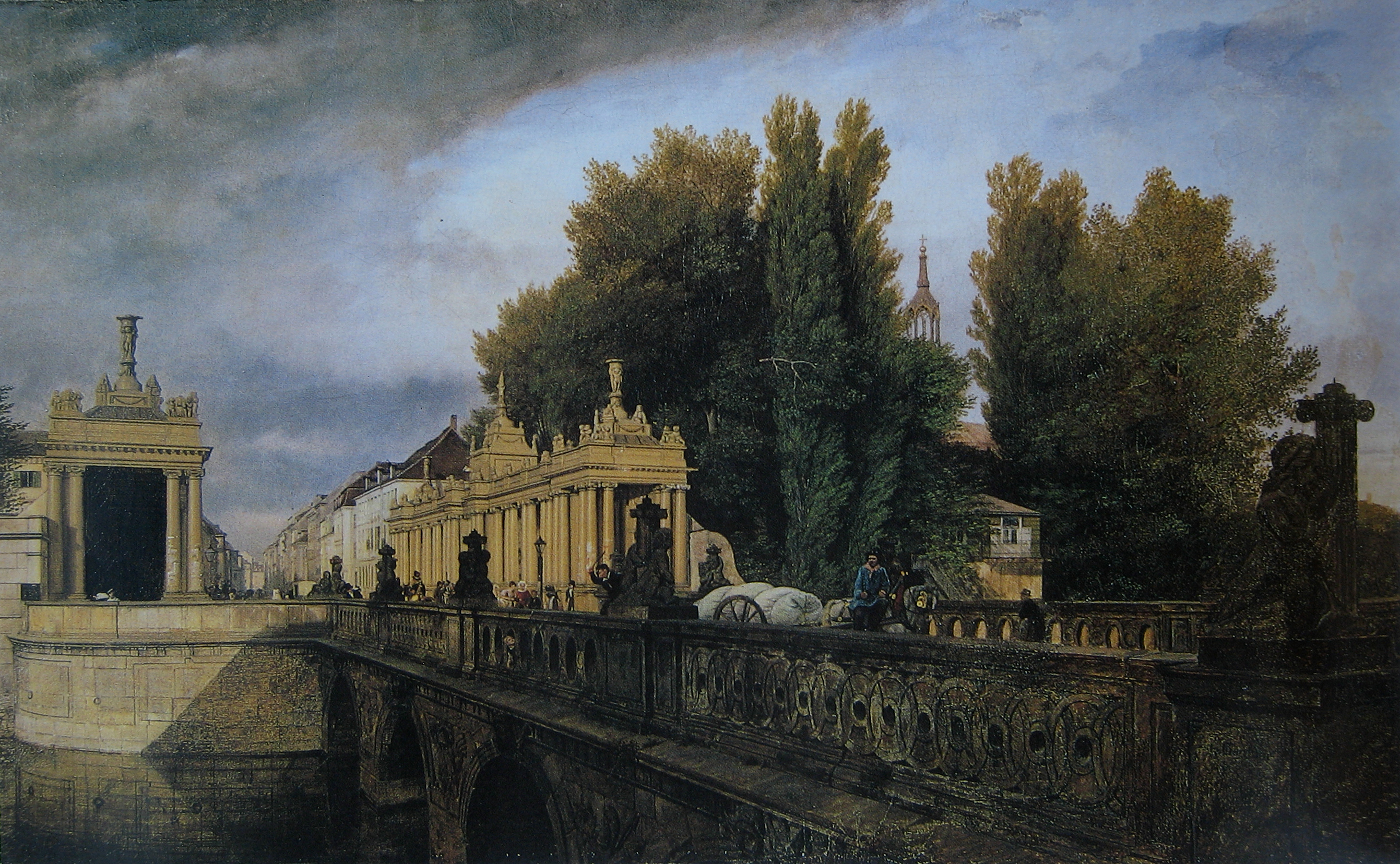
Королевская улица и Королевский мост в Берлине. 1835. Холст, масло. Городской музей, Берлин
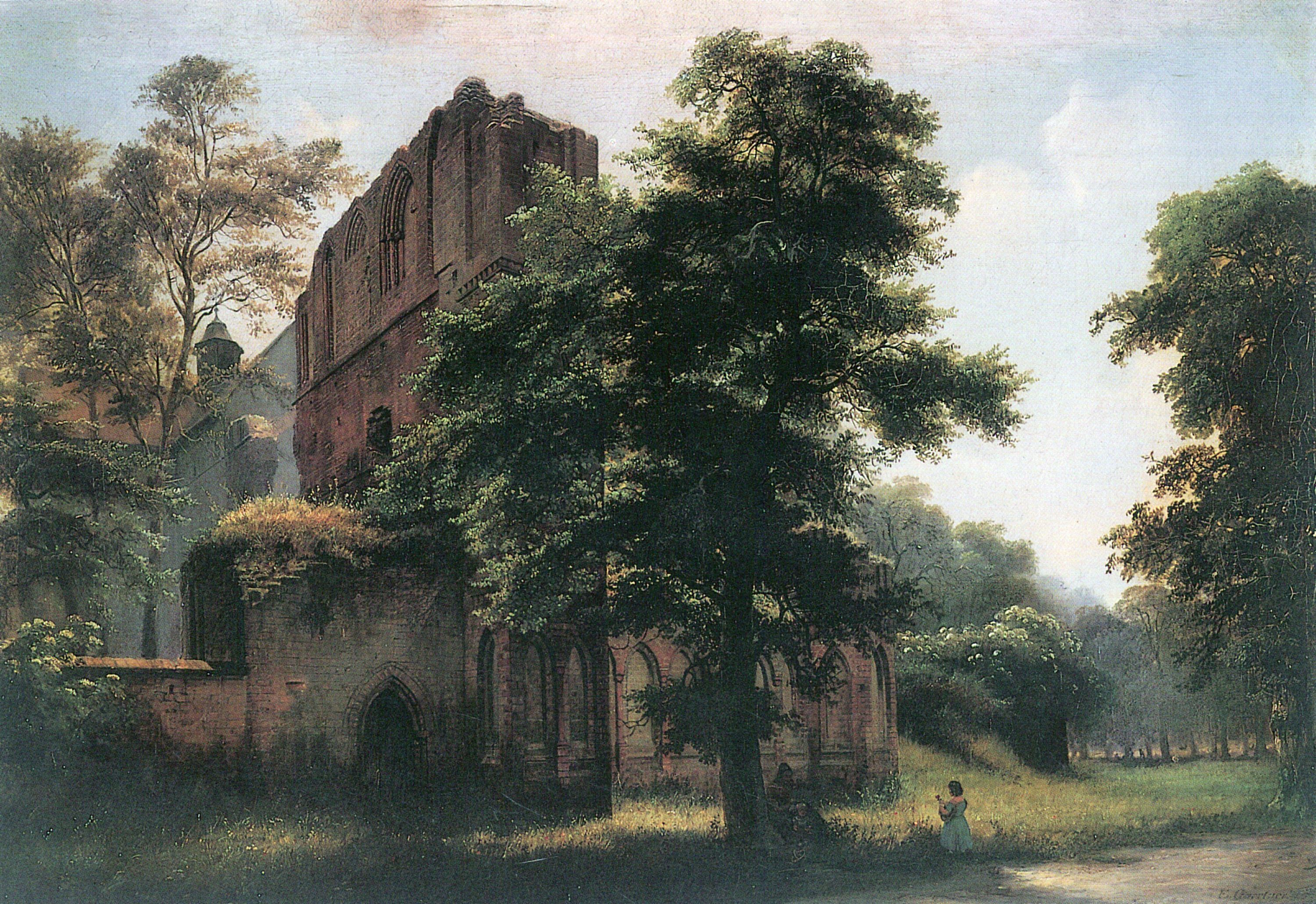
Руины монастыря Ленин. 1858. Холст, масло.  Фонд городских музеев Берлина
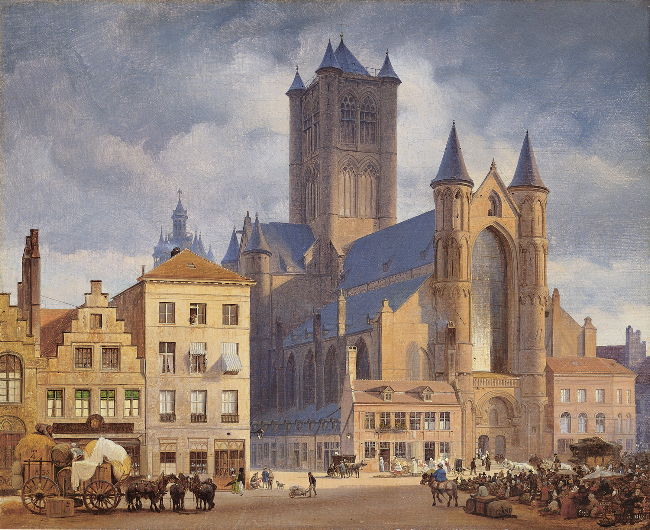
Рыночная площадь с собором святого Николая в Генте. Холст, масло. Частное собрание

## Смерть и наследие
С наступлением второй половины XIX века и развитием конкуренции со стороны фотографии, Гертнер стал постепенно терять популярность. В 1870 году он с женой покинул ставший беспокойным Берлин и поселился в селе Флекен-Цехлин (сейчас это район Райнсберга). Там он скончался 22 февраля 1877 года.
Его жена подала прошение в Академию искусств на годовую пенсию в размере 150 марок, но получила отказ.
Эдуард Гертнер на некоторое время исчез из истории искусства. Только во время «Немецкой выставки века» 1906 года его работы были открыты вторично. Их стали сравнивать с картинами итальянца Бернардо Беллотто. Небольшие выставки наследия Гертнера проходили в 1968 и 1977 годах, большой показ его произведений был приурочен к 200-летию со дня рождения художника в 2001 году, он проходил во Дворце Эфраима в Берлине.

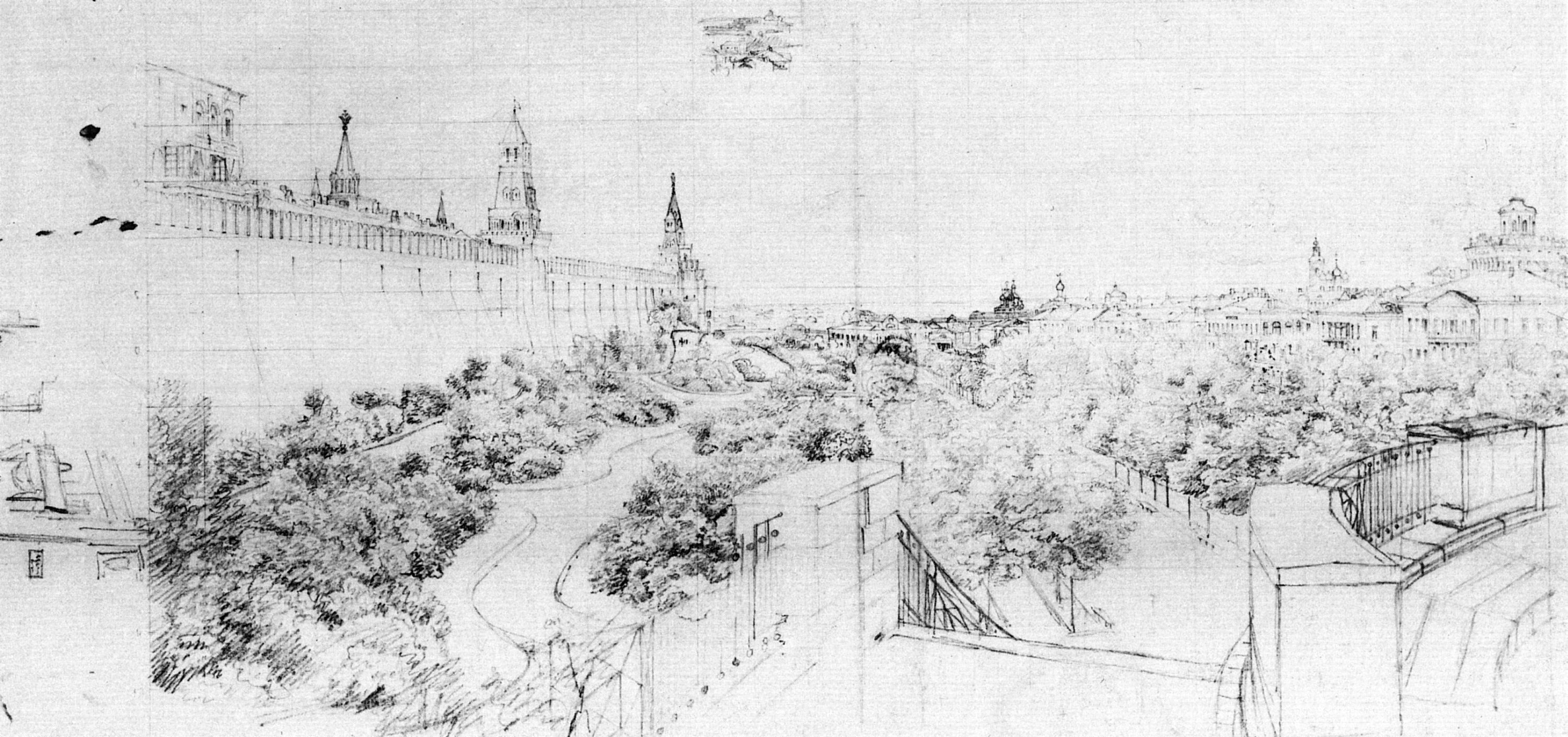
Перспектива Москвы возле Кремлёвской стены. 1838. Бумага, карандаш, перо, тушь (видно как бумага расчерчена на масштабные квадраты для переноса на большой холст). Городской музей, Берлин

## Творческий метод
Эдуард Гертнер работал с точностью архитектора. Как техническое вспомогательное средство для подготовки живописи он скорее всего использовал камеру-обскуру. Хотя это прямо не упоминается в его рабочих записях, художник делал косвенные ссылки на «чертёжную машину» и «аппарат», а некоторые из его набросков сделаны на кальке. Он также владел коллекцией из семидесяти семи фотографий с видами Берлина, но не существует никаких указаний на то, что они использовались в качестве моделей.
Гертнер, вероятно, рассматривал фотографию как вспомогательный материал для своих ведут. Они позволяли ему быстро сравнивать объекты. Он смог внести соответствующие исправления и тем самым ещё более повысил подлинность своих живописных изображений.